# Wira Jaya
Wira Jaya is een bestuurslaag in het regentschap Mesuji van de provincie Lampung, Indonesië. Wira Jaya telt 2257 inwoners (volkstelling 2010).